# 布雷蒂尼 (厄尔省)
布雷蒂尼（法語：Brétigny，法語發音：[bʁetiɲi]）是法国厄尔省的一个市镇，属于贝尔奈区。

## 地理
布雷蒂尼（49°12'49"N, 0°40'36"E）面积5.4 平方千米，位于法国诺曼底大区厄尔省，该省份为法国北部内陆省份，北起滨海塞纳省，西接奧恩省和卡爾瓦多斯省，南至厄尔-卢瓦省，东临瓦兹省、瓦兹河谷省和伊夫林省。
与布雷蒂尼接壤的市镇（或旧市镇、城区）包括：利韦叙欧图、讷维尔叙欧图。

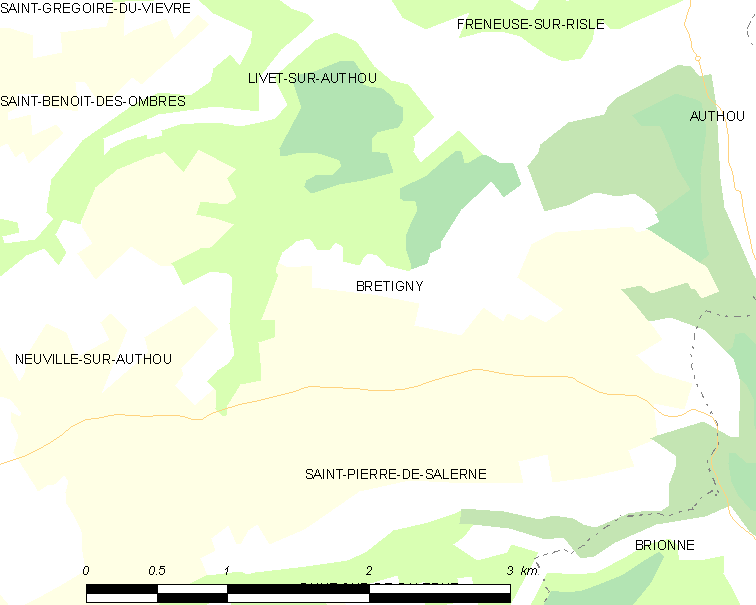
的OSM定位图

布雷蒂尼的时区为UTC+01:00、UTC+02:00（夏令时）。

## 行政
布雷蒂尼的邮政编码为27800，INSEE市镇编码为27113。

## 政治
布雷蒂尼所属的省级选区为布里奥讷县。

## 人口

1962-2008年间人口变化图示

布雷蒂尼于2022年1月1日时的人口数量为142人。